# Station Kapelle-Biezelinge
[[Bestand:Overz
icht voorgevel en rechter zijgevel - Kapelle - 20352814 - RCE.jpg|thumb|Station Kapelle-Biezelinge straatzijde in 2002.]]
Kapelle-Biezelinge is een spoorwegstation in de Zeeuwse gemeente Kapelle. De spoorlijn Roosendaal - Vlissingen, waaraan het station gelegen is, vormt de grens tussen de dorpen Kapelle en Biezelinge.
Het stations heeft twee perrons. De ingang van het station is aan de noordzijde. Het zuidelijke perron is alleen bereikbaar via het overpad.
Het station werd geopend op 1 juli 1868. Het stationsgebouw behoort tot het standaardtype SS vijfde klasse. Bij het station zijn fietskluizen en een onbewaakte fietsenstalling aanwezig. Ook zijn er parkeerplaatsen voor auto's.

## Verworpen sluiting
Begin 2006 kondigde NS aan een drietal stations op de Zeeuwse lijn (Arnemuiden, Kapelle-Biezelinge en Krabbendijke) te willen sluiten met ingang van de dienstregeling 2007. Na protesten vanuit Zeeland en vanuit de Tweede Kamer heeft verkeersminister Karla Peijs eind december toegezegd zich sterk te maken voor handhaving van de stations. In gezamenlijk overleg is sluiting van de drie stations voorkomen en er zou met de invoering van de HSL Zuid een volledig nieuwe dienstregeling voor met name Zeeland gaan gelden, het twee keer per uur aandoen van alle stations op de Zeeuwse lijn. Met ingang van de dienstregeling 2013 stopt de Intercity tussen Vlissingen en de Randstad 2x per uur in Kapelle-Biezelinge.

## Jip en Janneke
Sinds 2012 ligt er bij het station onder de sporen een fiets- en voetgangerstunnel om de nieuwbouwwijk de Zuidhoek te verbinden met het centrum van Kapelle.  De tunnel is beschilderd met verhaaltjes van Jip en Janneke en Pluk van de Petteflet van Annie M.G. Schmidt, die is geboren in Kapelle, met de bijbehorende  illustraties van Fiep Westendorp. In 2019 heeft dit schilderwerk een opfrisbeurt gekregen.

## Treinseries die stoppen op station Kapelle-Biezelinge
De volgende treinen van de NS doen station Kapelle-Biezelinge aan in de dienstregeling 2025:
| Serie | Treinsoort     | Route | Bijzonderheden |
| ----- | -------------- | --- | --- |
| 2200  | Intercity (NS) | Amsterdam Centraal – Amsterdam Sloterdijk – Haarlem – Leiden Centraal – Den Haag HS – Delft – Schiedam Centrum – Rotterdam Centraal – Dordrecht – Roosendaal – Kapelle-Biezelinge – Vlissingen | Rijdt op weekdagen overdag 1x/uur en vormt een halfuurdienst met series 2300 (tussen Amsterdam Centraal en Roosendaal) en 6500 (tussen Roosendaal en Vlissingen). 's Avonds en in het weekend rijdt deze serie 2x/uur. |
| 6500  | Sprinter (NS)  | Roosendaal – Bergen op Zoom – Kapelle-Biezelinge – Goes – Middelburg – Vlissingen | Rijdt doordeweeks 1x per uur. Rijdt niet 's avonds en in het weekend. |

In de late avond rijdt de op een na laatste Intercity richting Amsterdam Centraal niet verder dan Rotterdam Centraal. De laatste Intercity rijdt zelfs niet verder dan Roosendaal. Deze twee laatste treinen stoppen tot Roosendaal op alle tussengelegen stations.

## Voor- en natransport
De volgende buslijnen stoppen op station Kapelle-Biezelinge:
| Lijn | Route                                                                                             | Vervoerder | Soort     | Opmerkingen                              |
| ---- | ------------------------------------------------------------------------------------------------- | ---------- | --------- | ---------------------------------------- |
| 599  | Wemeldinge - Kapelle - Biezelinge - Hansweert - Kruiningen - Station Kruiningen-Yerseke - Yerseke | Connexxion | Buurtbus  | Rijdt niet 's avonds en in het weekend   |
| 999  | Wemeldinge - Kapelle - Biezelinge - Hansweert - Kruiningen - Station Kruiningen-Yerseke - Yerseke | GVC        | Haltetaxi | Rijdt alleen 's avonds en in het weekend |

## Afbeeldingen

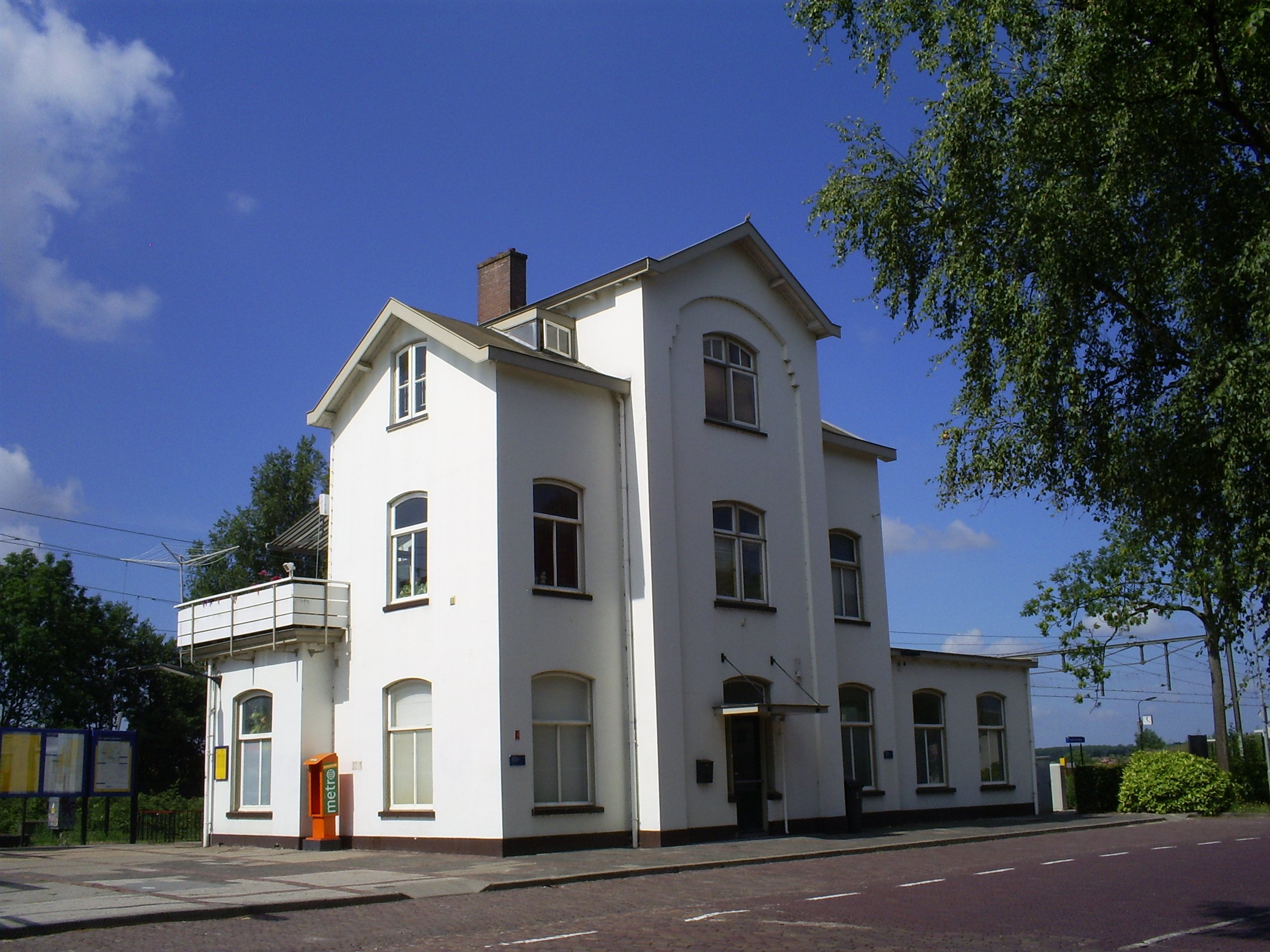
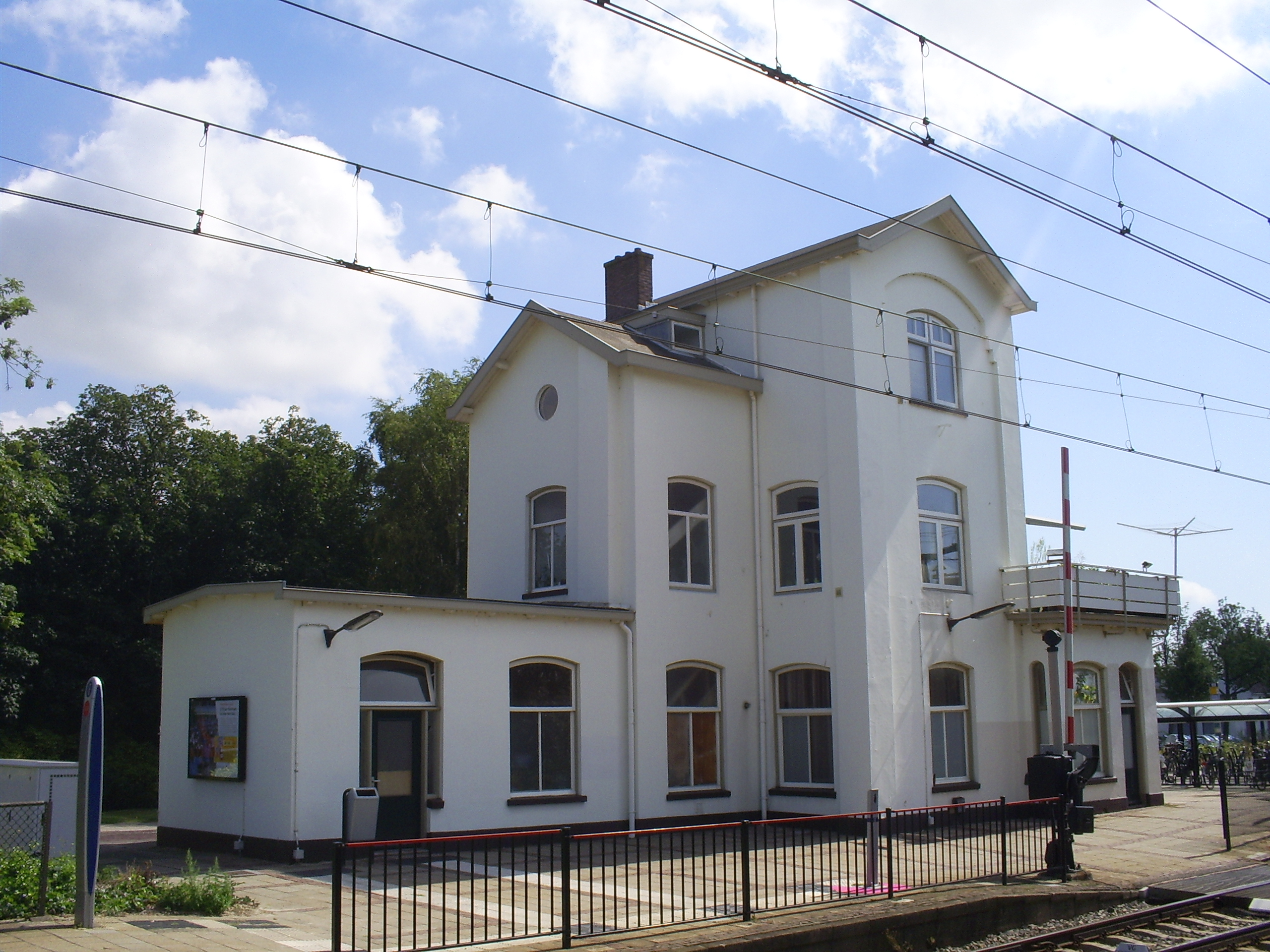
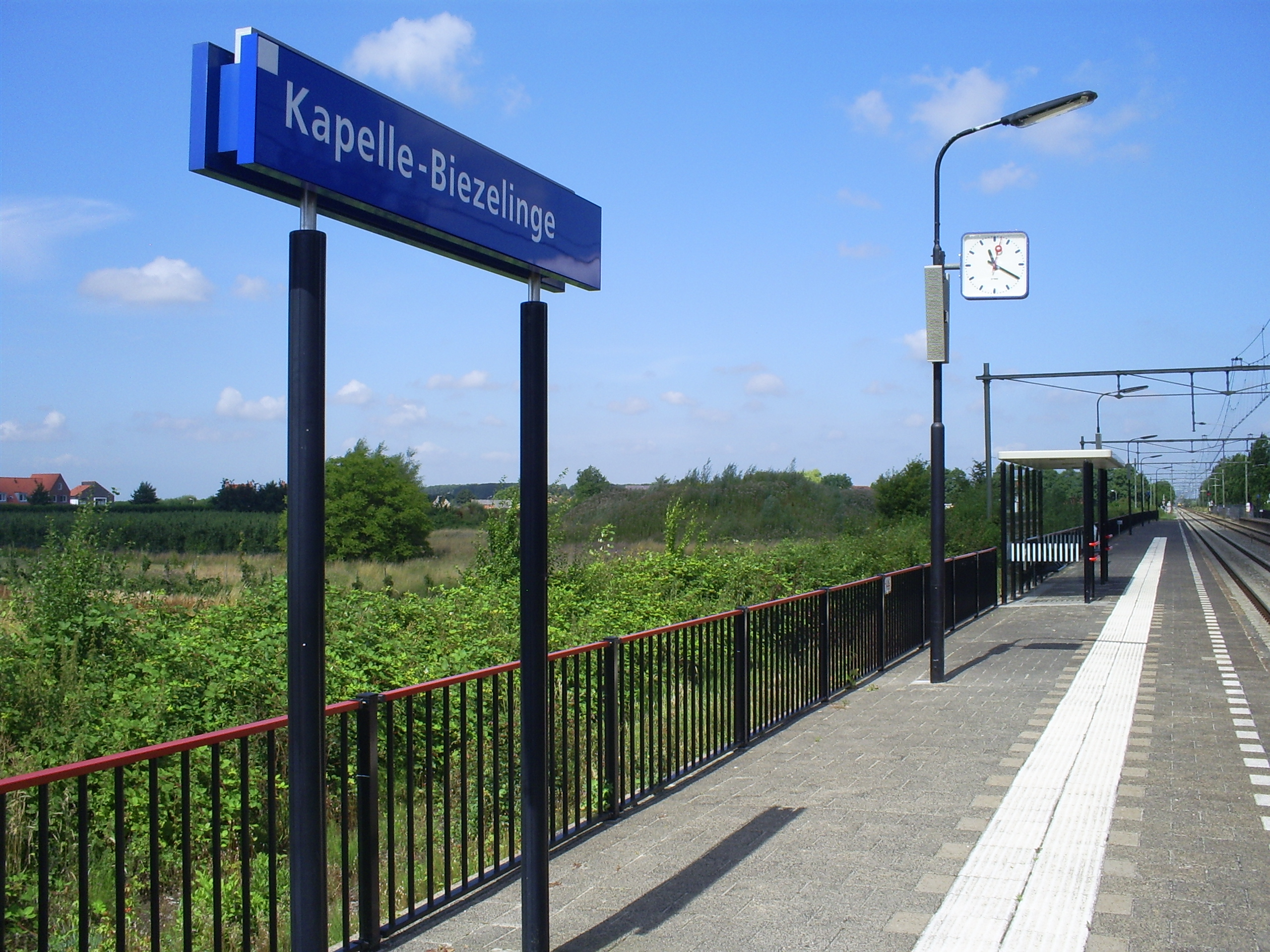
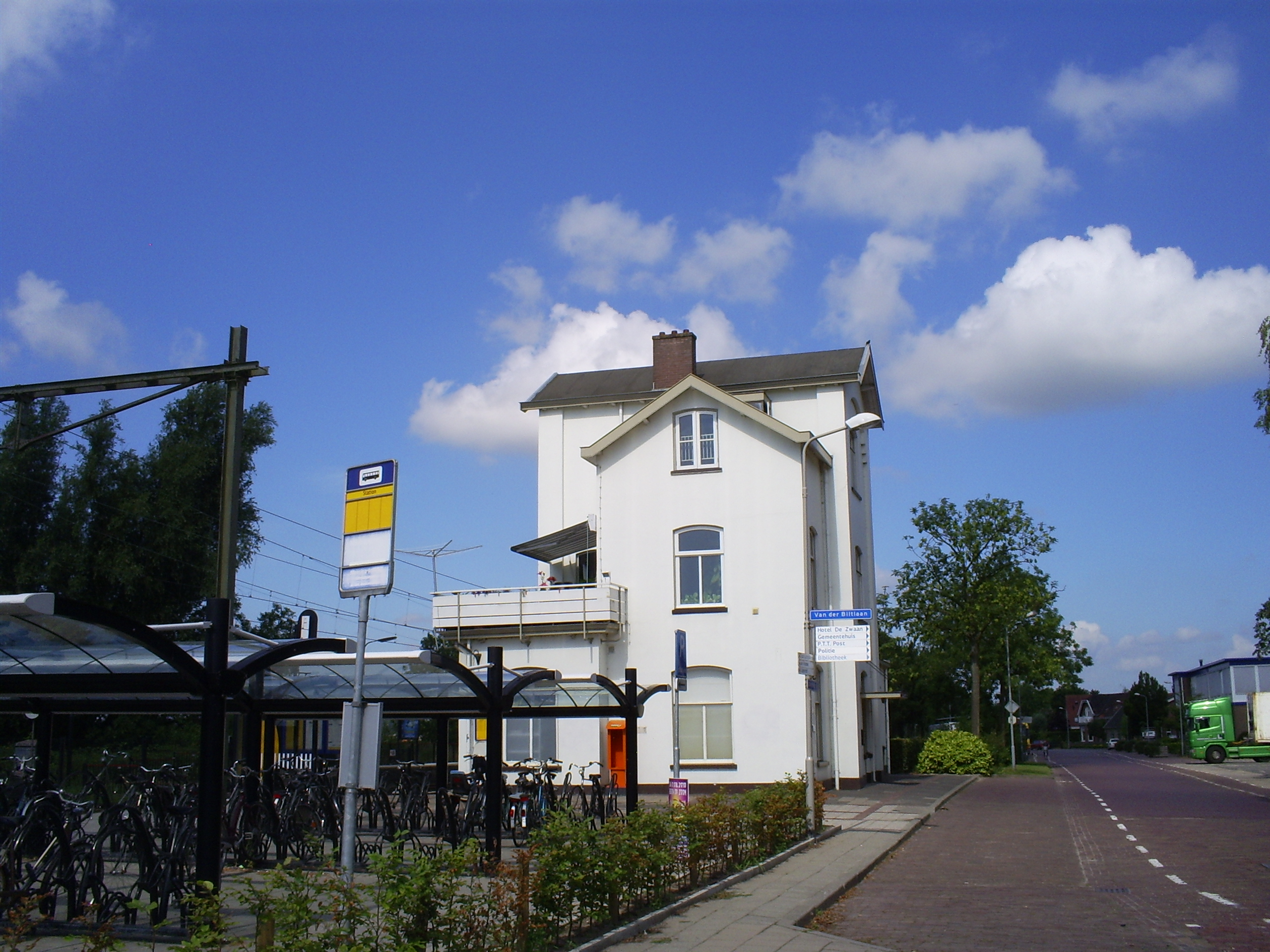
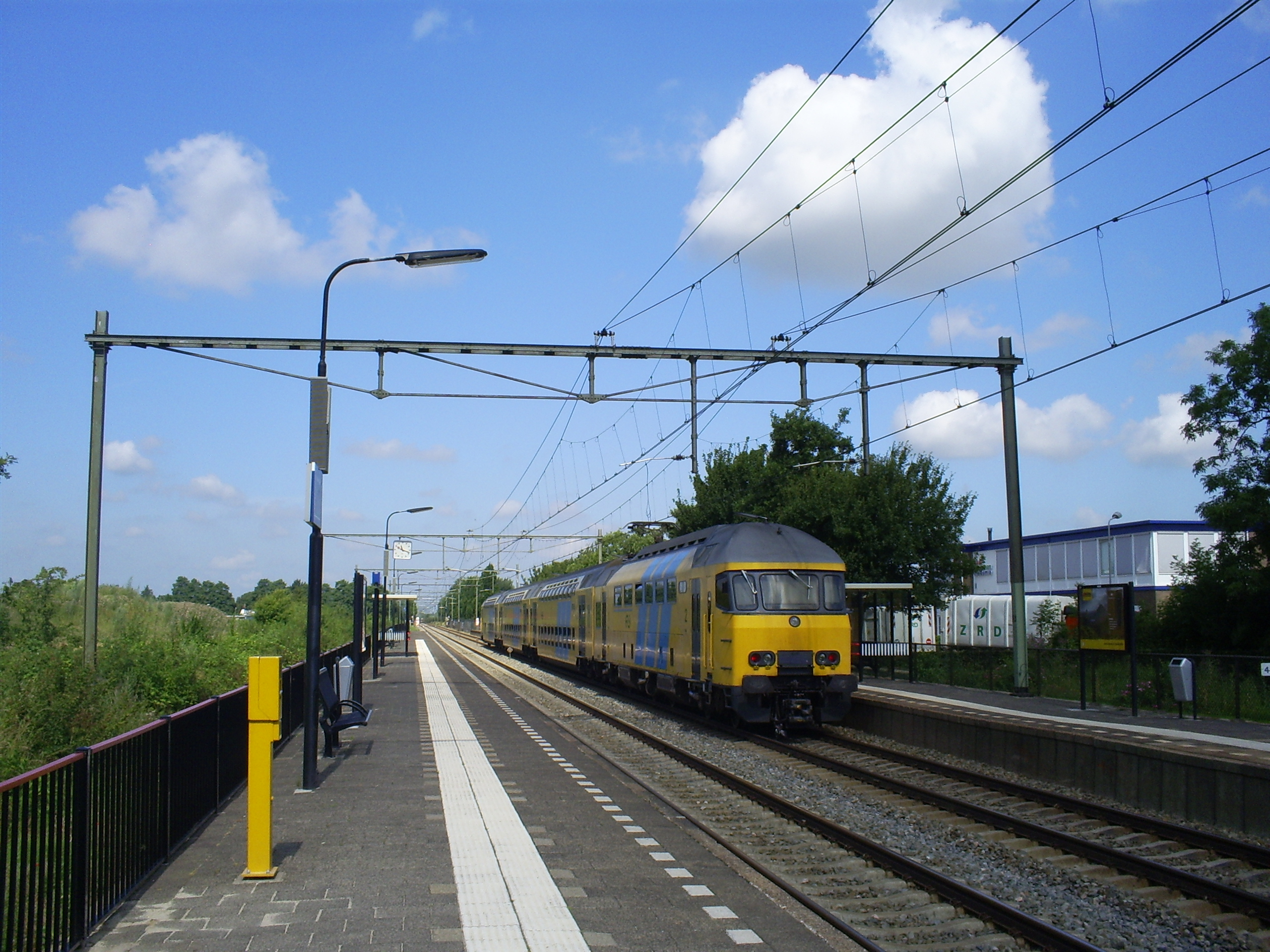
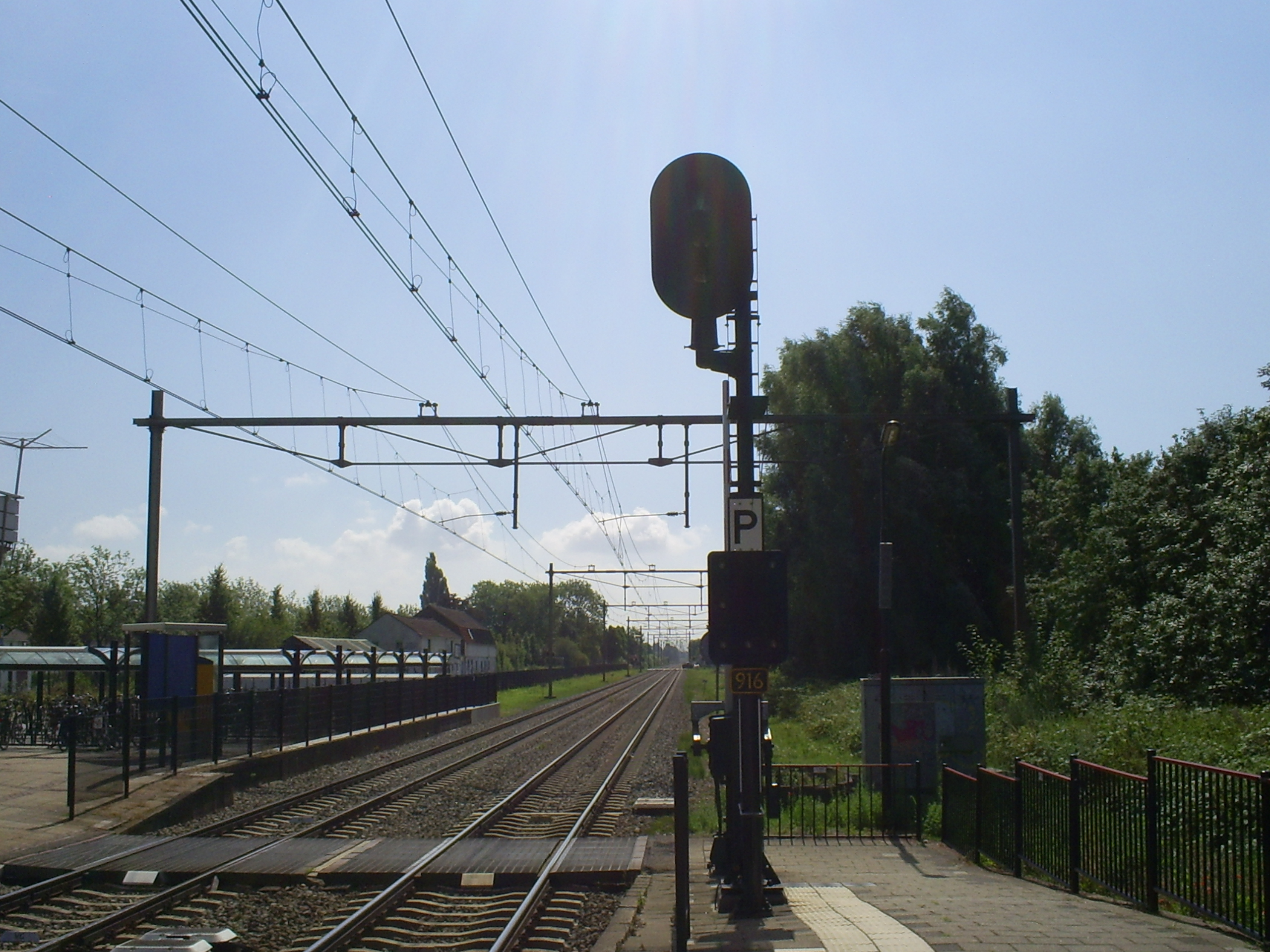
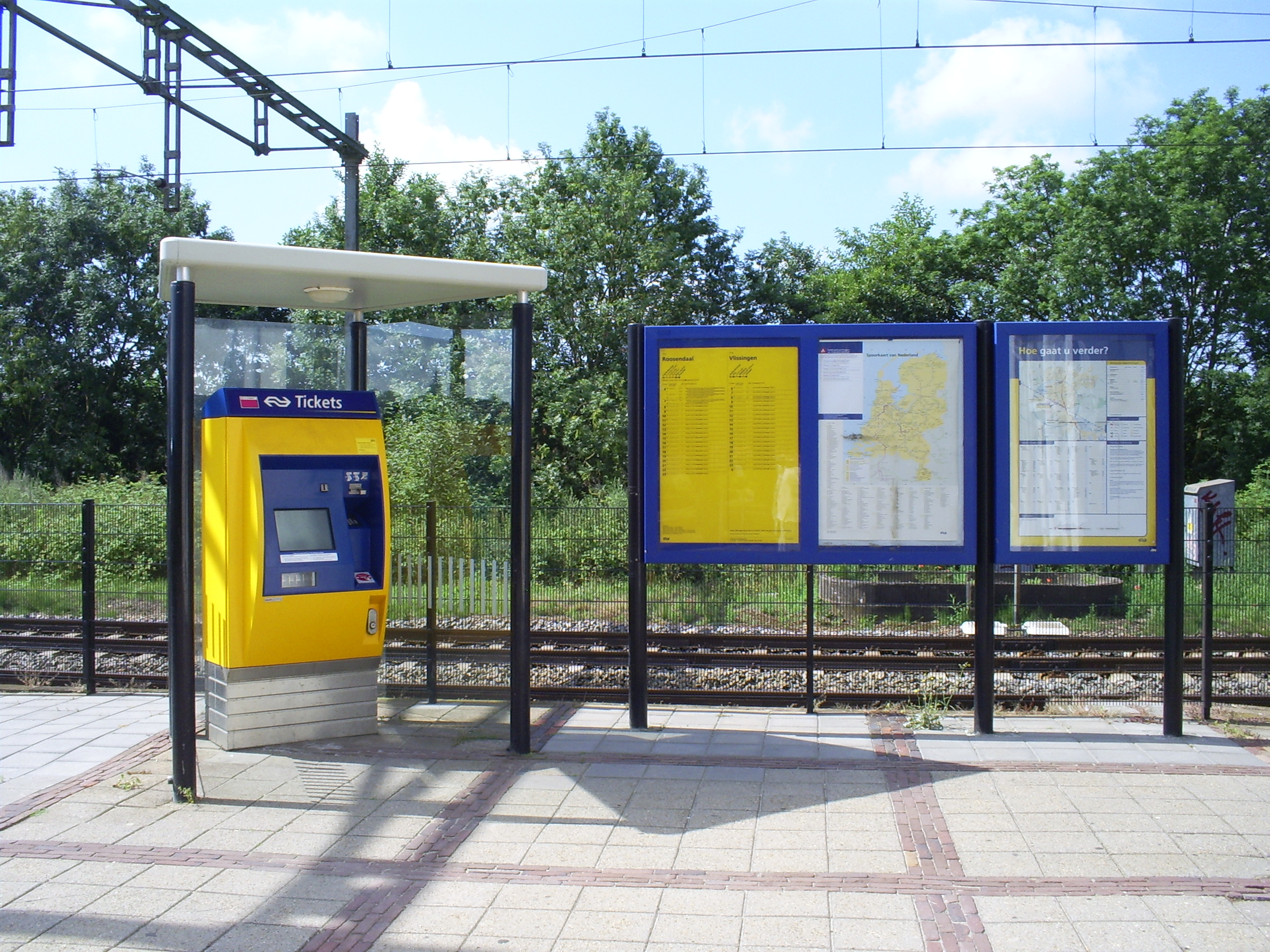
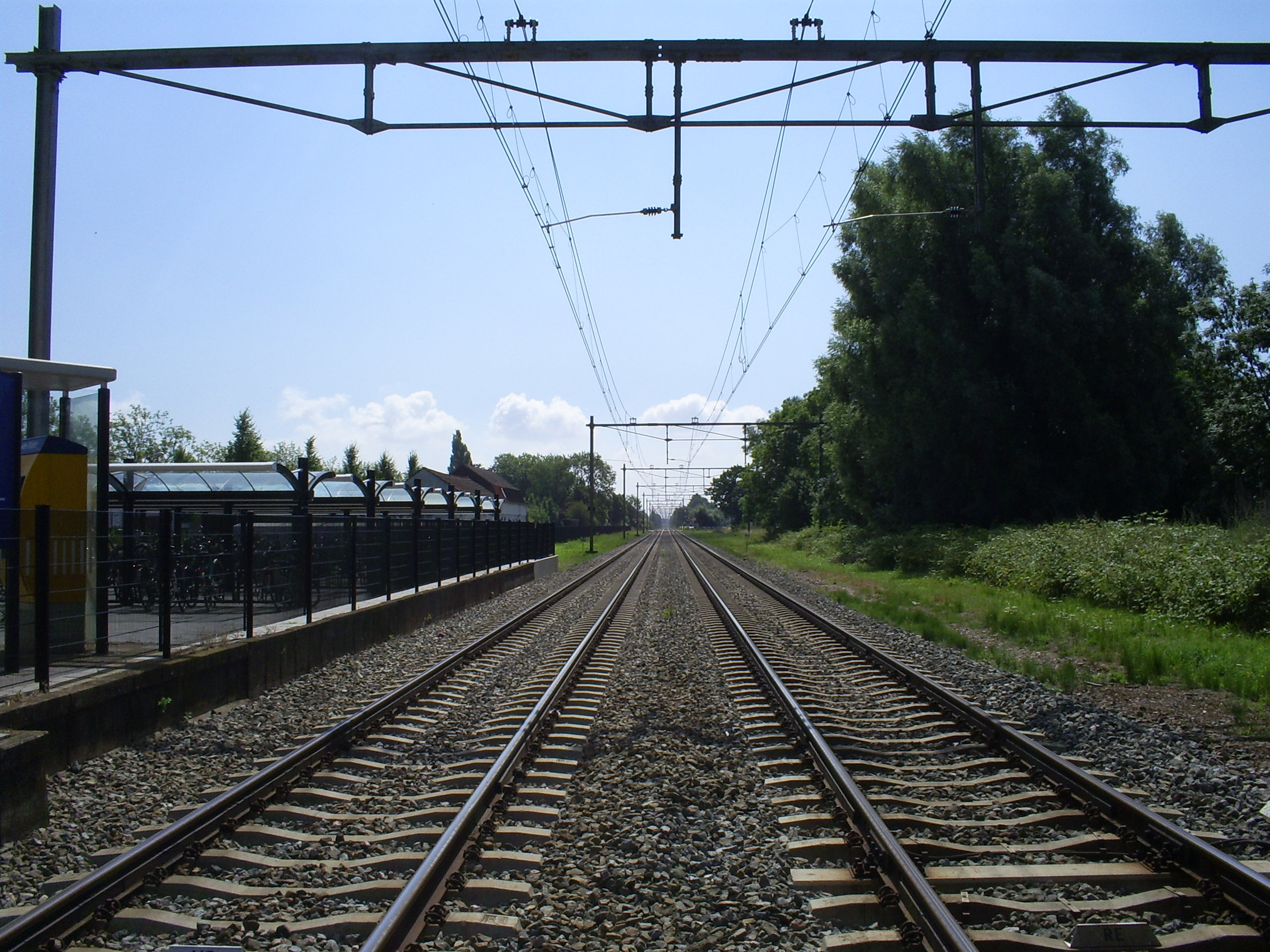
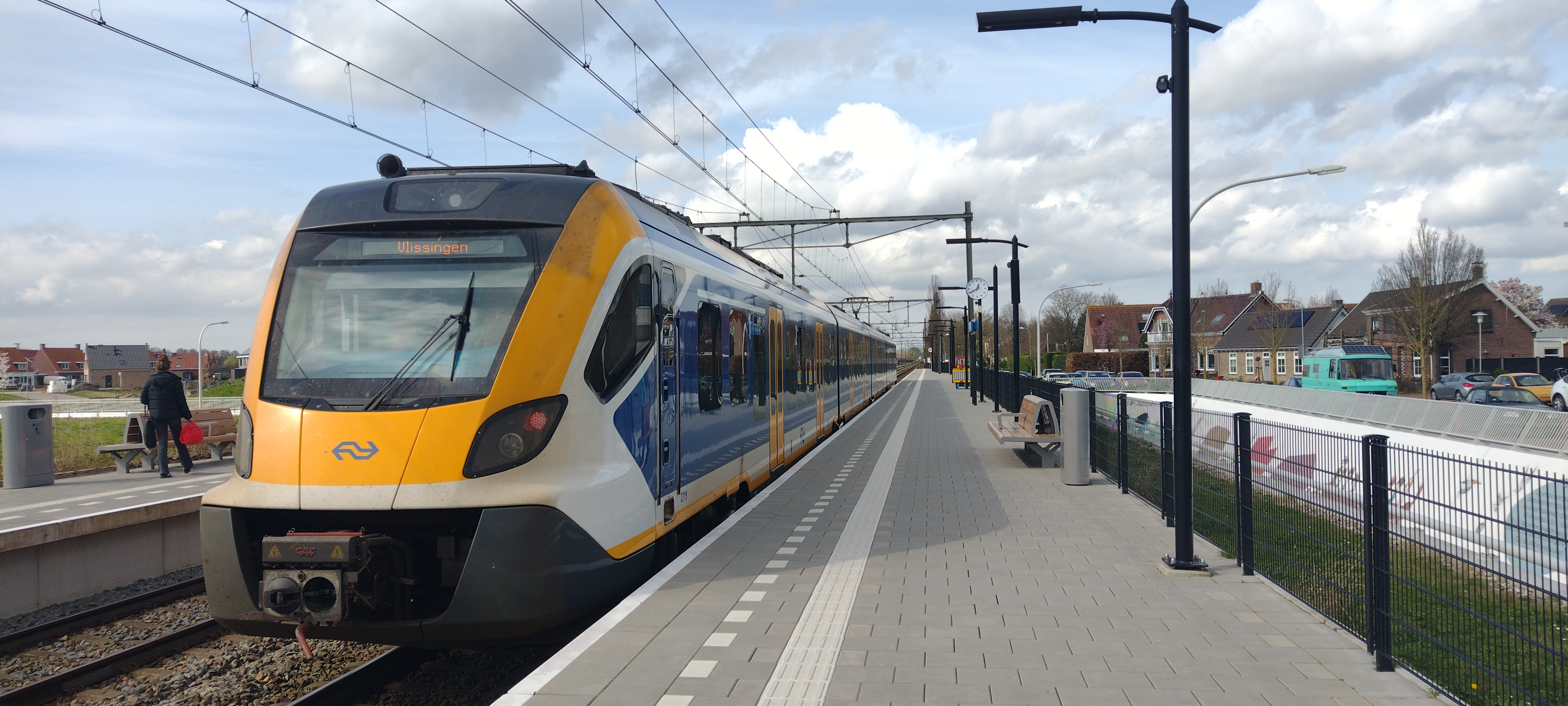
SNG op het station+

## Ontwikkeling aantal reizigers
Het aantal door NS vervoerde reizigers (per gemiddelde werkdag) ontwikkelde zich sedert 2019 als volgt:
| Jaar | Aantal reizigers |
| ---- | ---------------- |
| 2019 | 1.313            |
| 2020 | 736              |
| 2021 | 810              |
| 2022 | 961              |
| 2023 | 962              |
| 2024 | 873              |

0,0: Roosendaal ·
6,6: Wouw ·
12,5: Bergen op Zoom ·
18,4: Woensdrecht ·
28,2: Rilland-Bath ·
31,5: Krabbendijke ·
Oostdijk ·
38,2: Kruiningen-Yerseke ·
40,3: Vlake ·
44,1: Kapelle-Biezelinge ·
49,2: Goes ·
54,3: 's-Heer Arendskerke ·
Noord Kraaijert ·
64,5: Arnemuiden ·
68,3: Middelburg ·
71,0: Oost Souburg ·
72,0: Vlissingen Souburg ·
73,7: Vlissingen Stad ·
74,4: Vlissingen
Arnemuiden · 
Goes · 
Kapelle-Biezelinge · 
Krabbendijke · 
Kruiningen-Yerseke · 
Middelburg · 
Rilland-Bath · 
Vlissingen · 
-Souburg
Voormalige stations: zie de lijst van voormalige spoorwegstations in Zeeland